# Герб острова Святої Єлени

Герб Острова Святої Єлени

Герб острова Святої Єлени вперше був введений у січні 1984 року. Являє собою щит. У верхньому (золотому) полі щита зображено сивку Острова Святої Єлени родини сивкових, а в нижньому (лазуровому) полі — парусне судно на фоні скелястого берега.
Над щитом розташований шолом, морська корона і Свята Олена з хрестом і квіткою в руках. В основі герба національний девіз Loyal and unshakable.
Герб Острова Святої Єлени не використовується в залежних територіях острова. На островах Тристан-да-Кунья використовується герб островів Тристан-да-Кунья, а на острові Вознесіння — герб Великої Британії.